# Quercamps
Quercamps és un municipi francès situat al departament del Pas de Calais i a la regió dels Alts de França. L'any 2007 tenia 282 habitants.

## Demografia

### Població
El 2007 la població de fet de Quercamps era de 282 persones. Hi havia 96 famílies de les quals 16 eren unipersonals (16 dones vivint soles i 16 dones vivint soles), 40 parelles sense fills, 36 parelles amb fills i 4 famílies monoparentals amb fills.
La població ha evolucionat segons el següent gràfic:
Habitants censats

### Habitatges
El 2007 hi havia 107 habitatges, 99 eren l'habitatge principal de la família, 1 era una segona residència i 7 estaven desocupats. Tots els 106 habitatges eren cases. Dels 99 habitatges principals, 91 estaven ocupats pels seus propietaris, 6 estaven llogats i ocupats pels llogaters i 2 estaven cedits a títol gratuït; 1 tenia dues cambres, 12 en tenien tres, 32 en tenien quatre i 54 en tenien cinc o més. 74 habitatges disposaven pel capbaix d'una plaça de pàrquing. A 34 habitatges hi havia un automòbil i a 52 n'hi havia dos o més.

### Piràmide de població
La piràmide de població per edats i sexe el 2009 era:
| Homes | Edats   | Dones |
| ----- | ------- | ----- |
| 0     | 95 o +  | 0     |
| 4     | 90 a 94 | 8     |
| 0     | 85 a 89 | 8     |
| 0     | 80 a 84 | 4     |
| 0     | 75 a 79 | 4     |
| 0     | 70 a 74 | 4     |
| 4     | 65 a 69 | 0     |
| 12    | 60 a 64 | 8     |
| 4     | 55 a 59 | 4     |
| 12    | 50 a 54 | 16    |
| 4     | 45 a 49 | 8     |
| 12    | 40 a 44 | 8     |
| 12    | 35 a 39 | 8     |
| 8     | 30 a 34 | 8     |
| 12    | 25 a 29 | 8     |
| 24    | 20 a 24 | 20    |
| 20    | 15 a 19 | 8     |
| 12    | 10 a 14 | 16    |
| 16    | 5 a 9   | 4     |
| 8     | 0 a 4   | 0     |

## Economia
El 2007 la població en edat de treballar era de 172 persones, 119 eren actives i 53 eren inactives. De les 119 persones actives 108 estaven ocupades (60 homes i 48 dones) i 11 estaven aturades (3 homes i 8 dones). De les 53 persones inactives 14 estaven jubilades, 20 estaven estudiant i 19 estaven classificades com a «altres inactius».

### Ingressos
El 2009 a Quercamps hi havia 101 unitats fiscals que integraven 291 persones, la mediana anual d'ingressos fiscals per persona era de 14.313 €.

### Activitats econòmiques
Dels 6 establiments que hi havia el 2007, 1 era d'una empresa de construcció, 2 d'empreses de comerç i reparació d'automòbils, 1 d'una empresa d'hostatgeria i restauració i 2 d'empreses immobiliàries.
L'únic servei als particulars que hi havia el 2009 era un guixaire pintor.
L'únic establiment comercial que hi havia el 2009 era una botiga de més de 120 m².
L'any 2000 a Quercamps hi havia 6 explotacions agrícoles.

## Equipaments sanitaris i escolars
El 2009 hi havia una escola elemental integrada dins d'un grup escolar amb les comunes properes formant una escola dispersa.

## Poblacions més properes
El següent diagrama mostra les poblacions més properes.